# Brežnik
Brežnik je priimek v Sloveniji, ki ga je po podatkih Statističnega urada Republike Slovenije na dan 1. januarja 2010 uporabljalo 217 oseb in je med vsemi priimki po pogostosti uporabe uvrščen na 1.955. mesto.

## Znani nosilci priimka
- Alfred Brežnik (*1937), elektrotehnik in izseljenski delavec v Avstraliji, častni konzul
- Franc Brežnik (1849—1929), klasični filolog in prevajalec, šolnik
- Janez Brežnik (*1978), arhitekt
- Jože Brežnik, agronom, hmeljar (direktor Inštituta za hmeljarstvo in Hmeljarske družbe, predsednik Svetovnega združenja hmeljarjev)
- Marjeta Brežnik - Daisy, alpinistka, turna smučarka
- Matjaž Brežnik (*1972), dirigent
- Pavel Brežnik (1892—1972), profesor jezikov, književnik in prevajalec
- Simona Brežnik, športna pilotka - letalka